# Argyre Mons
L'Argyre Mons è una struttura geologica della superficie di Marte.